# 日々是好日〜降っても晴れても〜
『日々是好日〜降っても晴れても〜』（ひびこれよきひ ふってもはれても）は、2013年4月から2015年10月1日までJFN系列で放送されていたラジオ番組である。パーソナリティは中村こずえ。

## 概要
音楽や様々な話題、リスナーから寄せられた日々思うことに関するメッセージで構成されている。
2013年9月までの放送時間はネット局により放送日時が異なっていた（月曜から木曜の週4回放送と週末の週1回放送、さらに60分と30分に分かれる）が、2013年10月2日より火曜から金曜の早朝4:00 - 5:30の枠に移動し、ネット局が31局に拡大された。
この番組が開始した際、一部ネット局では音楽自由区。の一部時間帯、ON THE WAY ジャーナルの月曜から木曜の放送が一時的に終了となったが、後者は2013年10月の改編でネット復帰している。
2015年10月1日木曜日早朝の放送をもって最終回となった。翌日からは『Memories & Discoveries』（DJ:朝倉あき）が後継ぎとなる。

## ネット局

### 2013年9月まで
- エフエム青森　月曜 - 木曜 5:00 - 6:00
- エフエム秋田　月曜 - 木曜 4:30 - 5:30
- エフエム岩手　月曜 - 木曜 5:00 - 5:30
- エフエム仙台（Date fm）　月曜 5:00 - 5:30、火曜 - 木曜 4:30 - 5:30
- エフエム山形　月曜 - 木曜 5:00 - 6:00
- ふくしまFM　月曜 5:00 - 5:30、火曜 - 木曜 4:30 - 5:30
- エフエム栃木（レディオ・ベリー）　日曜 4:00 - 5:00
- エフエム群馬　月曜 - 木曜 4:00 - 5:00
- FM-NIIGATA　月曜 4:00 - 5:00
- エフエム福井　月曜 4:00 - 5:00
- エフエム三重（レディオキューブ）　日曜 4:00 - 5:00
- エフエム滋賀（e-radio）　月曜 - 木曜 5:00 - 6:00
- エフエム山口　月曜 - 木曜 10:30 - 11:00
- エフエム高知　日曜 9:00 - 9:30

### 2013年10月以降
JFN全38局のネット状況をまとめたもの。

#### フルネット
- AFB
- FM岩手
- Date fm
- AFM
- Rhythm Station
- ふくしまFM
- FMぐんま
- RADIO BERRY
- K-mix （木・金）[1]
- FM-NIIGATA
- FM長野
- レディオキューブ FM三重（金曜日除く）
- FMとやま
- HELLO FIVE
- FM福井
- e-radio
- Kiss FM KOBE
- V-air
- FM岡山
- FMY
- FM徳島
- FM香川
- Hi-Six
- FMS
- fm nagasaki
- FMK
- Air-Radio FM88
- JOY FM
- μFM
- FM沖縄

#### 4時台のみ放送
- Radio 80
- レディオキューブ FM三重（金曜日のみ）

#### 5時台のみ放送
- K-mix（火・水）
- HFM　(昔は非ネット)

#### 未ネット局
- Air-G'
- TOKYO FM
- FM AICHI
- FM OSAKA
- JOEU-FM（放送休止中のため）
- FM FUKUOKA

リスナーから寄せられたメッセージを紹介する際、リスナーが聞いてる放送局を愛称では無く正式名称で呼ぶ場合が多い（エフエム仙台、エフエム栃木など）。

## 放送コーナー

### 2013年9月まで
日替わりコーナーの放送曜日は週4回放送する局での表記。週1回放送の局で月曜日のみの局は月曜日の内容、日曜日のみの局は木曜日の内容を放送していた。
放送時間が30分の局は後半部分のみ放送。
前半
- 日々是セレクション（日替わりコーナー）
  - （月曜）日々是ライフ
  - （火曜）日々是クッキング
  - （水曜）日々是フィットネス
  - （木曜）日々是寄席

- 日々是歳時記

JFN系列のラジオ番組「言の葉歳時記」で杏林大学外国語学部教授の金田一秀穂が話した、言葉に関する話を紹介する（タイトルを改題、金田一が出演する部分を放送する形式である）。
後半
- 朗読と歌で綴るうたのおくりもの

日替わりで一組のアーティストの楽曲を2、3曲紹介する。コーナー冒頭には一曲目の歌詞を中村が朗読する。
- 日々是ガイド（日替わりコーナー）
  - （月曜）ニューワード
  - （火曜）トリップ
  - （水曜）シネマ
  - （木曜）ゲストトーク

### 2013年10月から
放送時間拡大に伴い、内容も若干リニューアルされた。2013年10月以降はネット局での放送時間帯が固定されたため、それまでは無かった時刻のアナウンスや放送日にちなんだ話題が取り入れられている。
4時台前半（4:00 - 4:30）
- オープニング
- 放送日の記念日、起きた出来事の紹介
- アーリークラシック

4時台後半（4:30 - 5:00）
- メッセージ紹介
- 日々是セレクション（日替わりコーナー）
  - （火曜）日々是ライフ
  - （水曜）日々是クッキング
  - （木曜）日々是フィットネス
  - （金曜）ゲストトーク

- 日々是歳時記

5時台（5:00 - 5:30）
- メッセージ紹介
- うたのおくりもの
- 日々是ガイド（日替わりコーナー）
  - （火曜）シネマ
  - （水曜）トリップ
  - （木曜）サーチ
  - （金曜）日々是寄席
- エンディング